# 제 문공
제 문공(齊文公, ? ~ 기원전 804년, 재위 기원전 815년 ~ 기원전 804년)은 제나라의 제10대 후작으로, 이름은 적(赤)이다.

## 사적
아버지 제 여공이 포학하여, 제나라 사람들이 제 호공의 아들을 세우고자 제 여공을 공격하여 죽였다. 그러나 이 중에 제 호공의 아들도 전사했으므로 제나라 사람들은 제 문공을 제후로 세웠다. 문공은 즉위하고서 아버지를 죽인 사람 일흔 명을 죽였다. 이로써 제 애공이 죽은 뒤로 계속된 내분이 끝났다.

## 가정
- 제 여공 (아버지)
  - 제 문공(본인)
    - 제 성공 (아들)
    - 공자 고 (아들)
      - 고혜 (손자: 범양 노씨의 시조)